# MIK-MKS
 (décembre 2020).
Le contenu est difficilement compréhensible vu les erreurs de traduction, qui sont peut-être dues à l'utilisation d'un logiciel de traduction automatique.

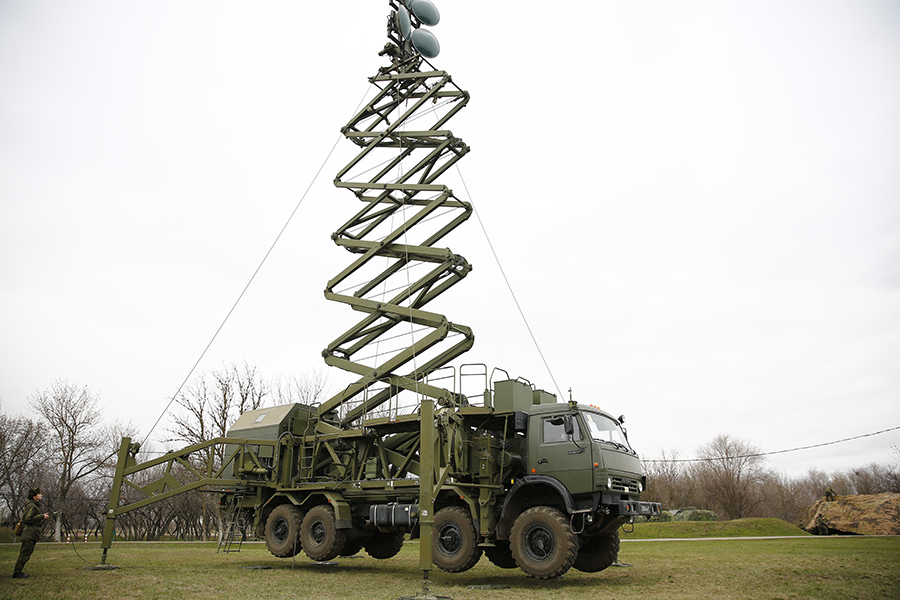

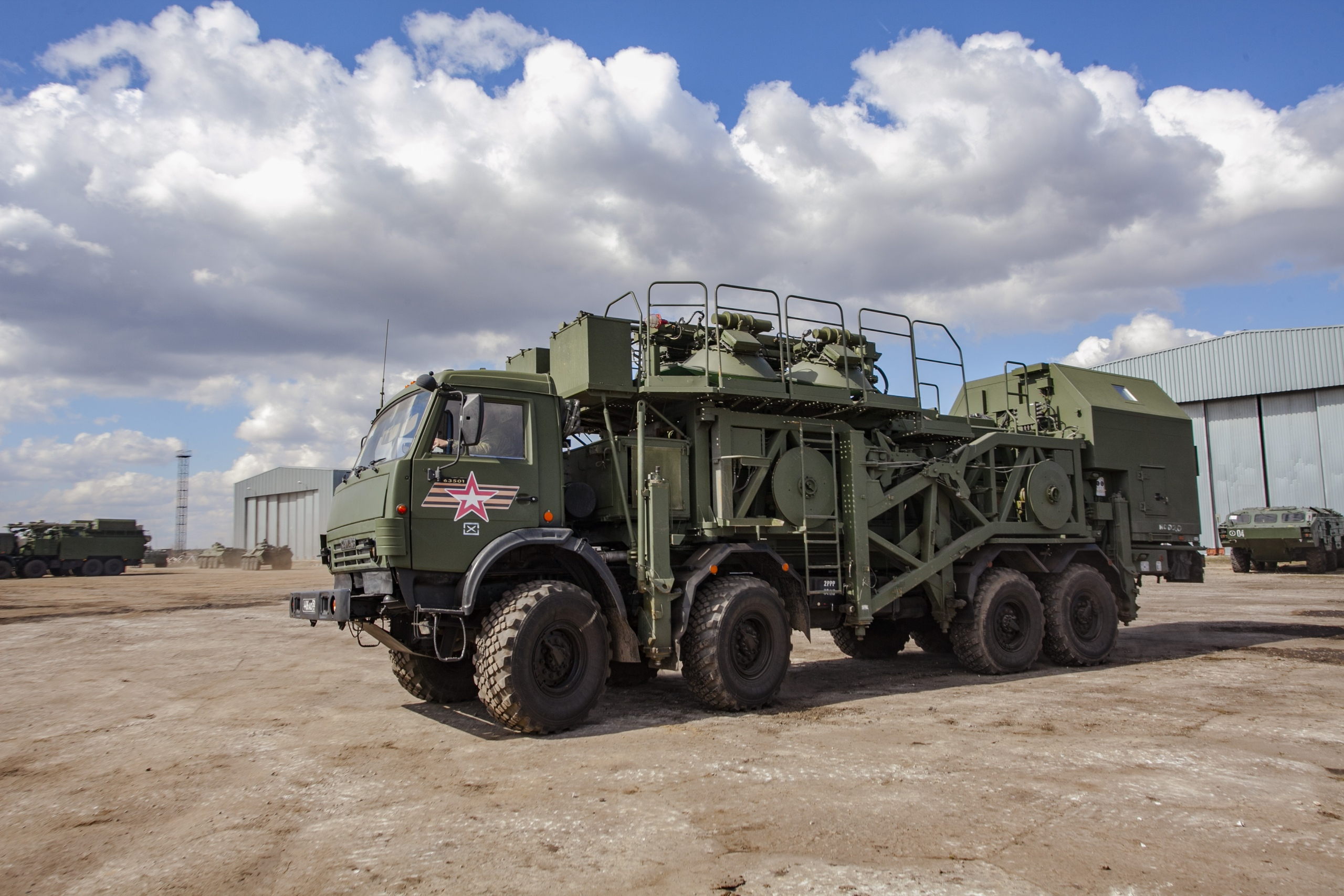

MIK-MKS ou R-431-AM est un véhicule de transmissions, soit un appareillage de transmissions militaires monté sur un véhicule porteur KamAZ-6350-1.

## Description
Le complexe mobile de communication est destiné à :
Création d'un réseau de communication mobile régional de transport.
Les organisations d'un réseau d'accès sans fil haut débit avec des objets mobiles, de transmission de données et de surveillance d'objets par des services de réponse rapide dans le district éloigné et dans les régions de catastrophes naturelles, d'accidents et d'incidents technogéniques.
Réservations de câbles principaux et de lignes de communication à fibre optique en cas d'accident et de situations d'urgence.
Les organisations d'insertions de relais radio temporaires (lignes de relais radio) sur les sites de lignes de communication endommagés et réparés.
Les organisations de lignes d'une liaison de centres de communication mobiles et fixes, de groupes mobiles, de cortèges automobiles, d'objets distants (garnisons) à un réseau de communication de transport régional et à un réseau de communication public.
Utilise comme centre de communication mobile autonome et extension sur sa base d'un réseau temporaire d'accès sans fil à large bande et d'un réseau d'une radiocommunication dans les conditions d'absence ou de panne d'un réseau stationnaire.